# 1+3 유학 특별 전형
1+3 전형은 유학프로그램으로서, 국내 대학 1년, 해외 대학 2년 또는 3년에 걸쳐, 총 3년 또는 4년 동안 학업을 마치고 해외 대학의 학위를 받는 과정을 말했다.

## 개요
교육과학기술부에 따르면 국내 대학이 해외 대학의 교육과정을 대신 운영하는 것은 고등교육법과 관계법에 의거하여 위법이라고 판단하였다. 왜냐하면 1+2나 1+3 전형은 국내 대학 1년, 해외 대학 2년 또는 3년에 걸쳐 총 3에서 4년 동안 공부를 하고 해외 대학에서 학위를 받는 형식을 취하고 있었던 것에 기인한다. 현재 서울 소재 약 8개 대학에서 이러한 프로그램이 진행 중이며 수능이나 토플 성적 없이 프로그램에 입학할 수 있었기 때문이다.
국내에서 해외 대학의 학위 취득을 하기 위해서는 고등교육법시행령에 의거한 복수학위제 또는 경제자유구역 및 제주국제자유도시 외국교육기관 설립운영에 관한 특별법에 의거 제주도와 경제자유구역에 한하여 반드시 교육부장관의 사전허가와 경제자유구역의 사전동의가 있어야만 해외학위 과정을 통해 학위 취득이 가능하다.
그러나 1+2, 1+3 전형으로 입학한 학생들이 국내 대학으로부터 받게 되는 공식적인 신분은 교환방문학생 등 이었다. 즉, 학적이 국내 대학에 있지 않기 때문에 해외 대학의 학위를 받는다는 목적을 둔 이 1+3 프로그램은 위법이며 전형 실시와 입학 사정 역시 위법이라는 것이 교육부의 판단이었다.
이런 복수 학위제가 아닌 학교들은 대부분 교내 평생교육원에서 학점은행제 형태로 이 과정을 운영하고 있었다. 그러나 평생교육원이 운영하는 것 또한 감사원이 교육과학기술부장관에 대해 유학생의 자격과 학교 측의 운영안이 법적 범위를 벗어난 형태이므로 조사 후 폐쇄 조치하라는 권고를 내렸고, 이를 교육과학기술부와 그 후속기관인 교육부에서 불법이라 하여 모조리 폐쇄조치를 하였다. 중앙대학교와 한국외국어대학교의 경우 해외대학과의 교류협정을 통해 직접 해외대학으로부터 정식 파견된 교환학생을 받아 국내외대학간 교육교류형태로 진행되었으나 이 역시 고등교육법 및 외국교육기관설립운영에관한특별법위반으로 폐쇄조치되었다.

## 관계 대학 총장 및 교육문화수석비서관 등 고발사건 수사 및 무혐의 종결
본 사건을 교육부가 고등교육법 등 위반으로 검찰에 고발한 후, 전현직 13명의 대학총장 등을 대상으로 고등교육법 및 외국교육기관설립운영에관한 법률위반 혐의에 대한 광범위한 수사가 이루어졌으나 서울중앙지방검찰청(형사제7부 박성근부장)은 2015. 10. 30 해당 대학총장 등 전원에 대해서 고등교육법위반 및 외국교육기관설립운영에관한특별법위반에 대해 각각 혐의없음으로 일괄 불기소처분조치했다고 발표했다. 해당 수사대상 총장들중에는 전현직 대통령비서실 교육문화수석비서관 2명도 포함되어 있었다.